# Microsoft Visual Studio
Microsoft Visual Studio er et integreret udviklingsmiljø fra Microsoft. Det kan bruges til at udvikle f.eks. CLI- (konsol) eller GUI- (grafisk) applikationer eller hjemmesider. Med Visual Studio kan man udvikle i native eller managed (.NET) kode.
Visual Studio har en kodeeditor med IntelliSense (autofuldførelse af kode) og code refactoring (automatisk omstrukturering af kode). Der er også en integreret debugger som både virker på maskin- og kilde-kode-niveau. Der er også indbygget GUI-interfacedesigner og klassedesigner. Man kan installere plug-ins til Visual Studio for at f.eks. få den til at understøtte Subversion eller andre systemer til revisionskontrol.
Visual Studio har indbygget understøttelse for C/C++ (via Visual C++), VB.NET (via Visual Basic .NET), C# (via Visual C#), og F# (fra Visual Studio 2010). Understøttelse for f.eks. M, Python og Ruby kan installeres separat. Visual Studio understøtter også XML/XSLT, HTML/XHTML, JavaScript og CSS.
Visual Studio koster som udgangspunkt penge, men Microsoft udgiver en "express" (ekspres) version af de primære Visual Studio produkter: Visual Basic, Visual C#, Visual C++ og Visual Web Developer. Denne version er gratis (lukket kildekode), og kører kun på Windows. Visual Studio 2010, 2008 og 2005 Professional er tilgængelig gratis for studerende via Microsofts DreamSpark program. Visual Studio 2010 blev udgivet i april 2010 og dets 90 dags prøveversion kan downloades gratis. "Express" udgaverne er tilgængelige på Microsoft/ Express hjemmeside. 

### Fodnote
1. ↑  Microsoft/ Express hjemmeside